# Замок в Ойцуві
За́мок в О́йцові (пол. Zamek w Ojcowie) — середньовічний замок, розташований в селі Ойцув, Ґміна Скала, Краківський повіт, Малопольське воєводство, Польща. Замок входить до складу туристичного маршруту «Шлях Орлиних Гнізд».

## Назва
Назва «Ойцув», ймовірно, походить з часів польського короля Казимира Великого і постала на честь його батька, який колись переховувався у тутешніх лісах від ворожих військ. Первісними формами назви були: Oczecz, Ocziec i Oszyec.

## Історія

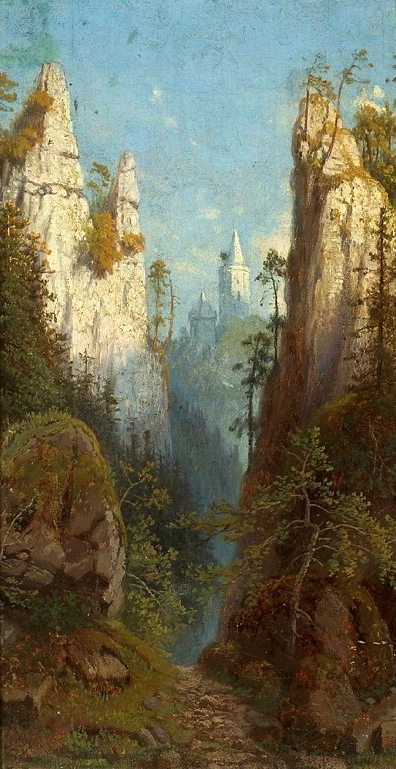
Вигляд замку, орієнтовно у 1879 році

Розташований в Ойцувському національному парку, замок-фортеця побудований Казимира ІІІ між 1354 та 1370 роками.
У 1400 році Владислав Ягайло заклав замок під заставу.
В Ойцові було утворене староство, першим знаним старостою був Ян з Кожкви.
Черговими ойцовськими старостами були представники багатьох знатних родів, зокрема: Шафранці, Бонери, Мишковські.
У першій половині XVII століття замок перебував у досить занедбаному стані, про що свідчить люстрація з 1620 року. Тодішній власник — Миколай Коричинський, а згодом його сини — Фердинанд і Стефан відбудували замок.
За часів, коли ойцовським старостою був молодший із синів — Стефан, стався Шведський Потоп. Шведські війська зайняли замок та використовували його як склад їжі і зброї. Швидше всього, саме завдяки цьому замок і зберіг своє існування. Після того, як шведи відступили Стефан знову розпочав ремонт замку.
У 1676 році Ойцувське староство було у володінні спершу Варшицьких, потім Мечиньских, Морських, Любеньских і Залуських.
У 1787 році останній ойцувський староста — Теофіль Залуський — приймав у замку короля Станіслава Августа Понятовського.
У період поділів Речі Посполитої замок знову почав руйнуватися, мешканці остаточно покинули його у 1826 році. Костянтин Волицький, який в 1829 році придбав замок у російської родини, наказав розібрати мури і частину замкових будівель для отримання будівельного матеріалу. Залишилася лише восьмистороння вежа, в'їзні ворота і частина мурів по периметру.
Чергові власники замку — спершу Войцех Прендовський, а згодом Александр Пшездзецький, мали наміри відбудувати замок, однак так і не втілили їх у реальність.
Наприкінці XIX століття Ойцув належав Людвікові Красінському, який теж планував відбудувати замок та розмістити у ньому археологічно-природничий музей. На його замовлення краківський архітектор Тадеуш Стриєнський 1893 року розробив проект відбудови вежі. Передбачалось, що вежа стане п'ятиярусною, з галереєю на машикулях і буде увінчана гострим дахом. Перший поверх мав перекриватись циркульним склепінням, наступні три — пласкими перекриттями з опорою на центральний стовп, а останній ярус — високим полігональним склепінням із ребрами. Пізніше з'явились ще два проекти. Один невідомого варшавського автора, а другий авторства Томаша Прилінського від 1895 року. Усі мали подібну концепцію. План Прилінського був дещо більш науково обгрунтований і передбачав вежу висотою лише в чотири яруси. Жоден із проектів не реалізовано. Вдалось лише оновити в'їзні ворота, розібрати близько шести метрів стіни зруйнованої вежі та засипати рів.
Його дочка, чортирийська княжна Марія Людвіка Красінська, здійснила консервацію руїн і частково відновила замкову вежу, яку однак було знову пошкоджено під час Першої світової війни. Пошкодження ліквідували під час ремонту 1935 року.
Марія Людвіка Красінська володіла замком аж до 1944 року, коли його було націоналізовано.
У 1958 році територію замку було очищено від сміття, також було частково відремонтовано замкові мури.
У 1980—1982 роках проводився ремонт замкової вежі, де зараз знаходиться виставка, присвячена історії замку, а також даху в'їзних воріт.
У 1991 році було виконано ремонтні роботи на подвір'ї та в житловій частині замку.

## Сучасність
У 2017—2019 роках було здійснено ґрунтовну консервацію замку, яка мала на меті збереження оригінальних елементів замку та створення нової експозиції у вежі. В наш час замок відкритий для відвідування туристами.

## Світлини

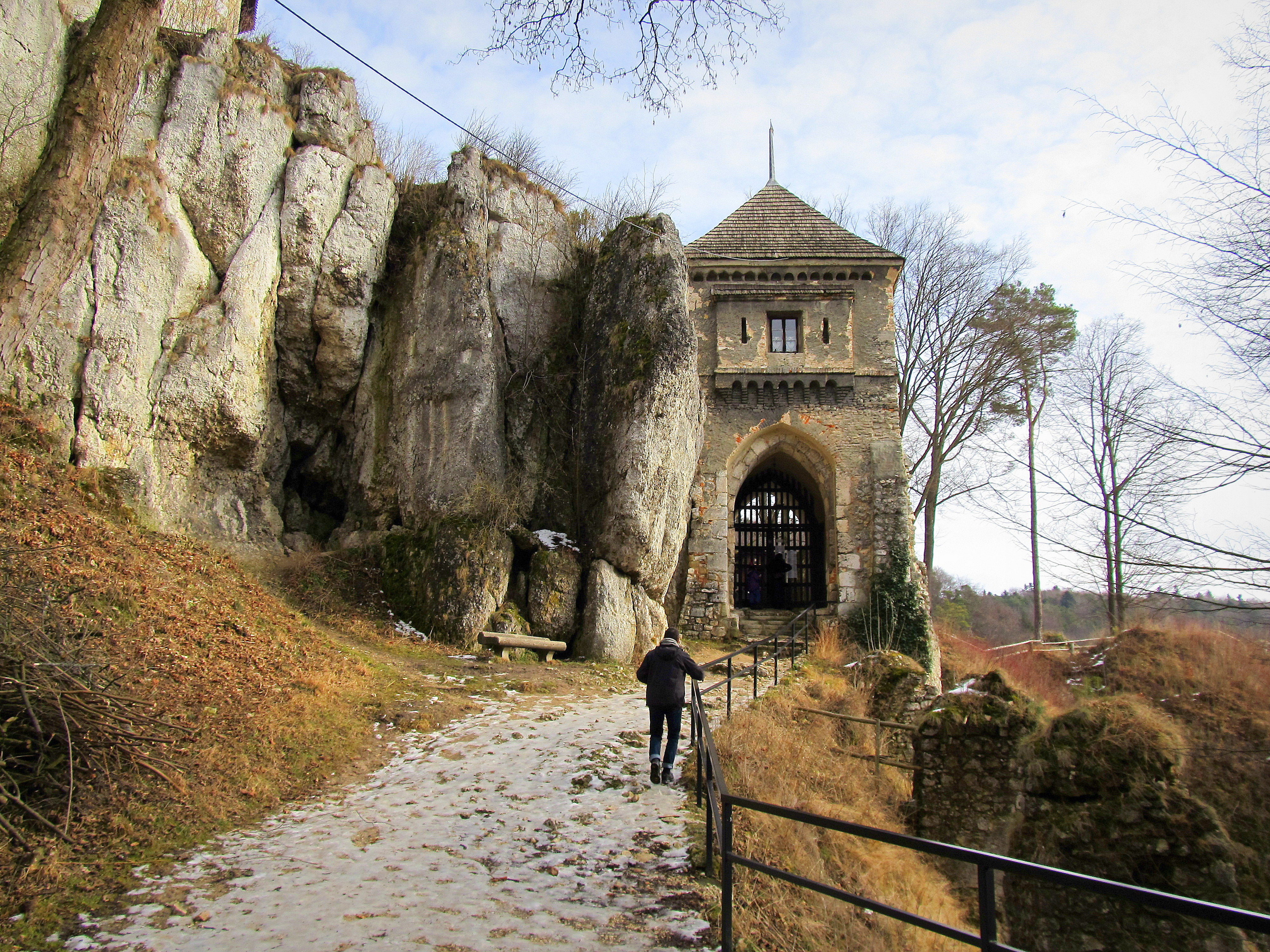
Надбрамна вежа
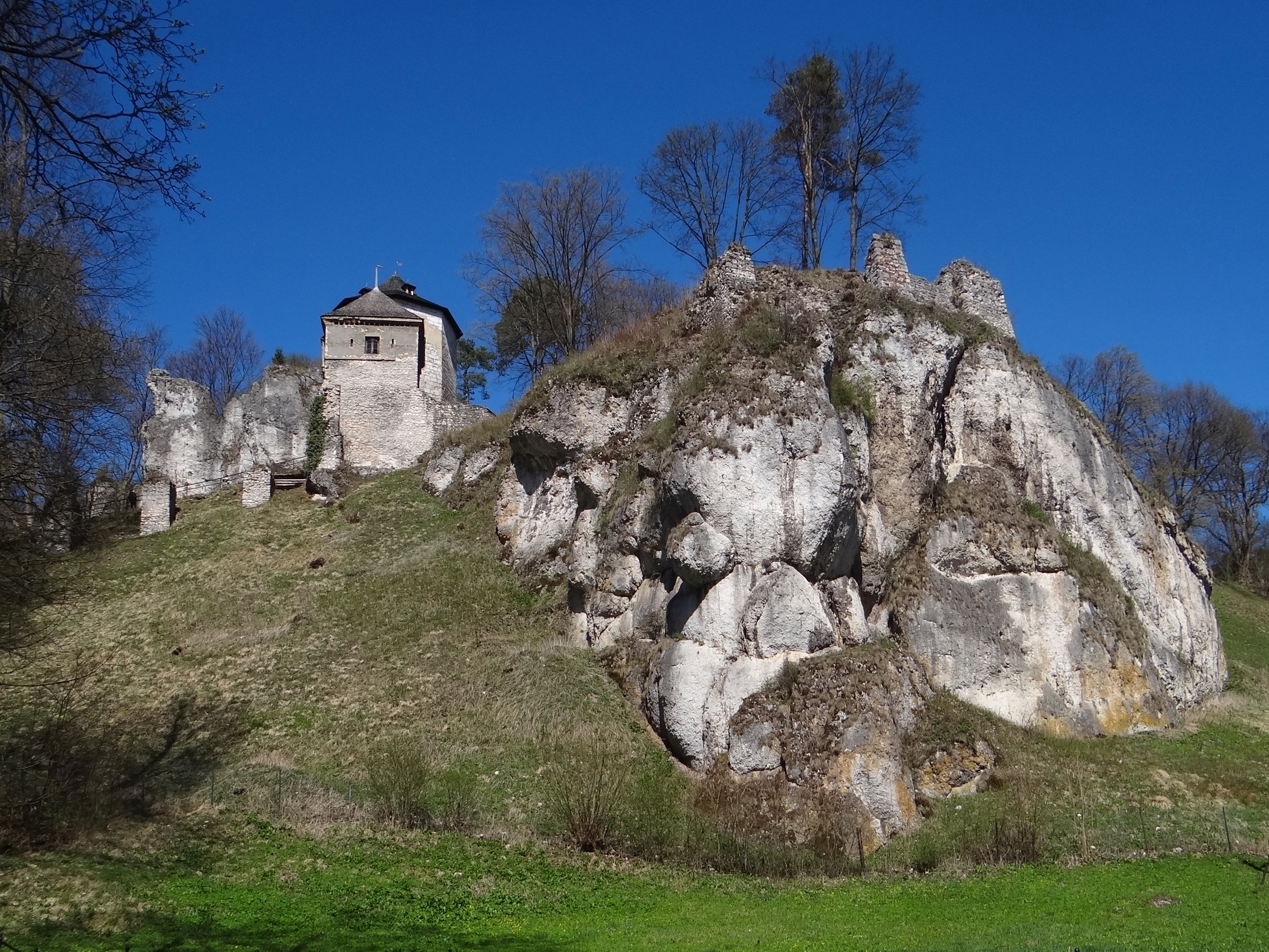
Замкова гора та замок
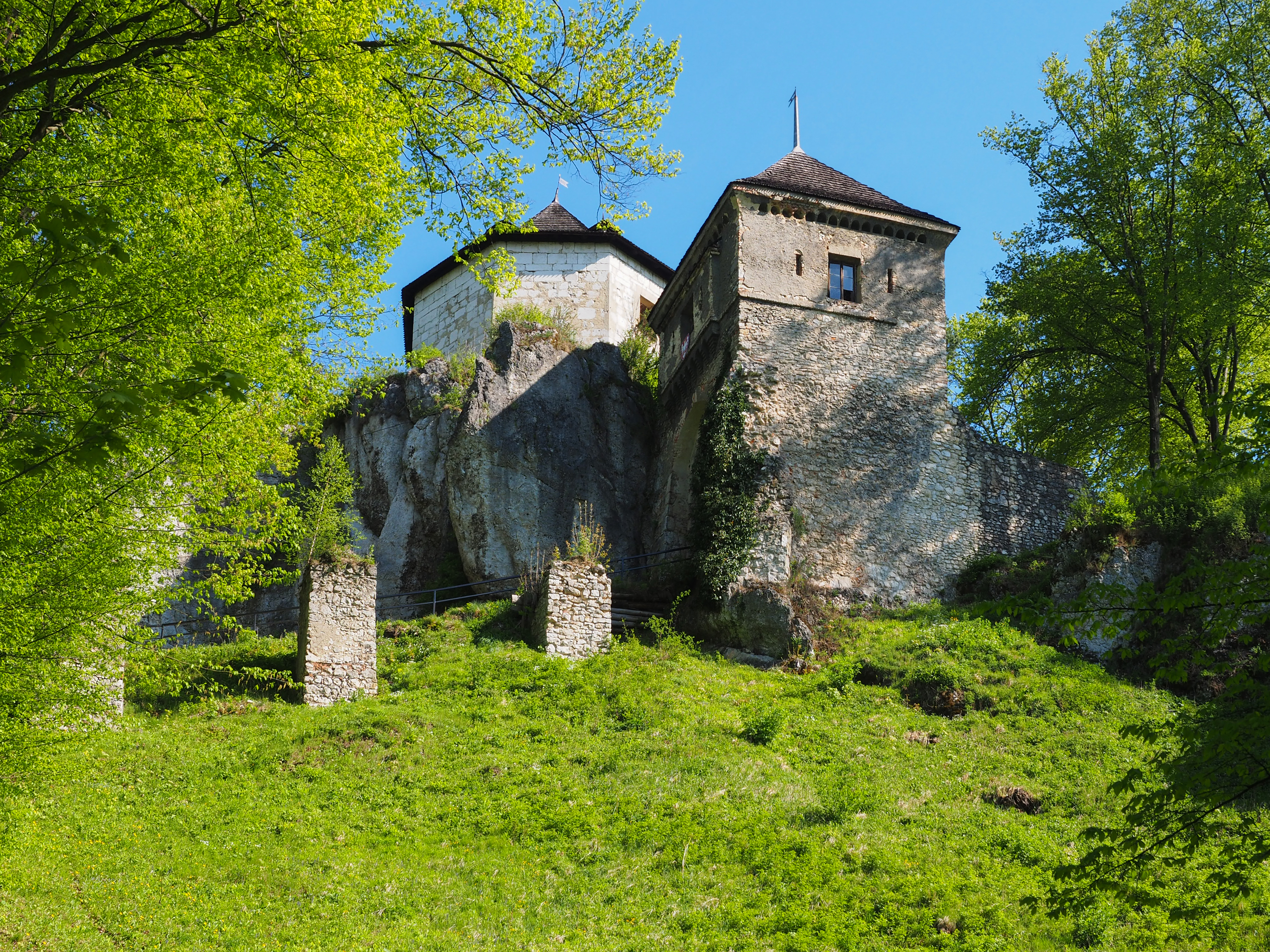
Вигляд замку